# Złożenie do grobu (obraz El Greca z 1570)
Złożenie do grobu – obraz hiszpańskiego malarza pochodzenia greckiego Dominikosa Theotokopulosa, znanego jako El Greco.

## Opis obrazu

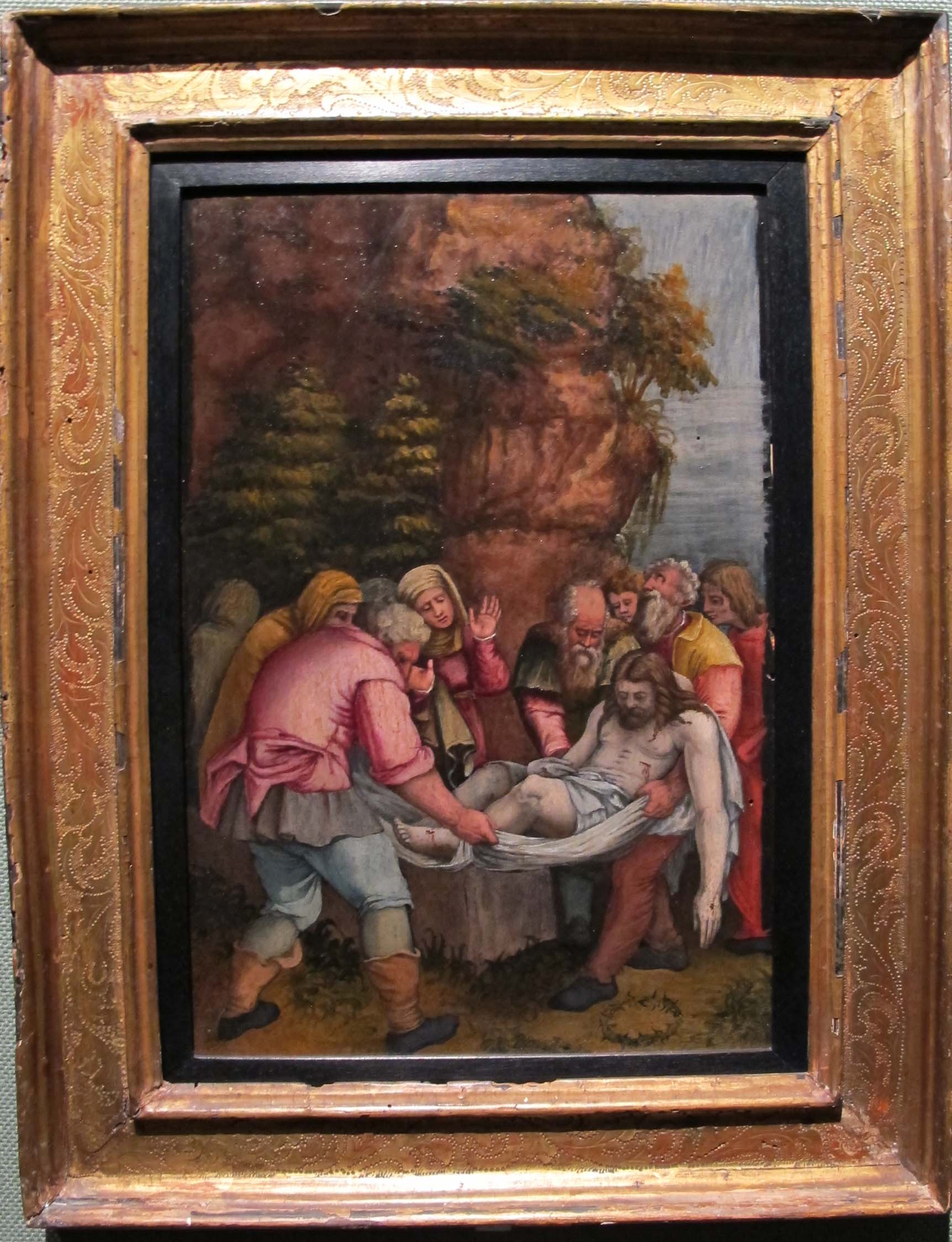
Battista Franco Veneziano,
Złożenie do grobu
(1540-1550)

Zgodnie z relacją zawartą w Ewangelii Mateusza Jezus po zdjęciu z krzyża został złożony do prywatnego grobu Józefa z Arymatei. Postać ta prawdopodobnie została uwieczniona po lewej stronie obrazu. Według relacji Ewangelii Jana na pogrzebie obecny był również Nikodem, członek Sanhedrynu, jednakże trudno go zidentyfikować wśród dwóch mężczyzn niosących ciało. Z prawej strony, mężczyzna w pomarańczowej szacie, to Jan Ewangelista. Pośrodku, bezpośrednio za grobowcem, pomiędzy dwoma Mariami, ukazana została omdlewająca Matka Boża. Na pierwszym planie, na ziemi, leżą gwoździe z krzyża i korona cierniowa; artefakty te staną się później najważniejszymi świętymi relikwiami.
Kompozycja obrazu została wzorowana na włoskich grafikach. Układ z pagórkiem i jaskinią po lewej stronie i z dwoma mężczyznami niosącymi ciało Chrystusa został zaczerpnięty z serii grafik Battisty Franca pt. Złożenie do grobu powstałych w latach 1540–1550. Grafiki te znajdują się w różnych muzeach, m.in. w Fitzwilliam Museum czy Metropolitan Museum of Art. Wizerunki trzech Marii zaczerpnięte są z pracy Parmigianina Złożenie do grobu, artysty, którego El Greco podziwiał.

## Proweniencja
Do XIX wieku obraz znajdował się w prywatnej kolekcji we Francji, a następnie sprzedany został do meksykańskiej kolekcji. Z tego okresu pochodzą inicjały LF na rewersie obrazu. 19 maja 1992 roku został sprzedany na aukcji w Madrycie. 11 stycznia 1995 roku został ponownie wystawiony przez dom aukcyjny Christie's. W 2000 roku został nabyty przez National Gallery w Atenach.